# Football Frenzy
Football Frenzy es un videojuego arcade de fútbol americano desarrollado y distribuido originalmente por SNK el 31 de enero de 1992. Fue el segundo juego de fútbol creado por SNK, después de Touch Down Fever de 1987, y fue el único juego de fútbol lanzado en la plataforma Neo Geo.
Los jugadores tienen la opción de jugar partidos contra oponentes controlados por la IA u oponentes humanos. A pesar de haber sido lanzado inicialmente para la Neo Geo MVS (arcade), Football Frenzy sería lanzado posteriormente tanto para Neo Geo AES (hogareña) como la Neo Geo CD en 1992 y 1994 respectivamente, además de ser relanzado a través de servicios de descarga para varias consolas, entre otros medios de juego.
Football Frenzy ha tenido una recepción mixta de parte de los críticos desde su lanzamiento inicial, con algunos aclamando su presentación, gráficos y diseño de sonido, mientras que otros han criticado su jugabilidad por resultar difícil de comprender.

## Jugabilidad
Football Frenzy es un juego de fútbol americano similar a Touch Down Fever y otros títulos similares de la época, donde los jugadores compiten en partidos contra los oponentes controlados por la IA en un modo torneo de un jugador, o contra otros jugadores humanos en el modo versus de dos jugadores. La mayoría de las reglas del deporte están presentes en el título, siguiendo la misma jugabilidad básica de otros simuladores de fútbol, incluyendo la capacidad de tacklear adversarios y patear la pelota entre los palos, aunque el juego proporciona un ritmo más rápido y un abordaje más al estilo arcade del deporte en su lugar. Cuando juega un solo jugador, competirá contra siete equipos rivales después de elegir cualquiera de los diez equipos seleccionables, para convertirse en el campeón de la temporada. Debido a la falta de una licencia NFL, todos los equipos presentes son ficticios. Si se posee una tarjeta de memoria, los jugadores podrán guardar su progreso y resumir el último partido en el que haya guardado el juego.

## Lanzamiento
Football Frenzy fue lanzado inicialmente para los arcades el 31 de enero de 1992, convirtiéndose en el único título de fútbol lanzado para Neo Geo por SNK. El juego fue posteriormente lanzado para la Neo Geo AES durante el mismo periodo un mes después. El título fue relanzado más tarde para la Neo Geo CD el 9 de septiembre de 1994 como uno de los títulos de lanzamiento para el sistema, con cambios mínimos comparado con las versiones de MVS y AES. Fue relanzado en varias plataformas de distribución digital como PlayStation Network, Nintendo eShop y Xbox Live por HAMSTER Corporation. También ha sido incluido recientemente en la versión internacional de la Neo Geo mini.

## Recepción
En Japón, Game Machine clasificó a Football Frenzy en su edición del 15 de marzo de 1992 como el cuarto juego de arcade más exitoso del mes, superando a títulos como Captain Commando. El juego ha tenido una recepción mixta de los críticos desde su lanzamiento inicial.